# Jalajala
Jalajala est une municipalité de la province de Rizal, aux Philippines.